# アイ・ラヴ・ピース
『アイ・ラヴ・ピース』は、日本の映画作品。

## 概要
ロケは島根県大田市・アフガニスタン等を中心に行われた。

## スタッフ
- プロデューサー：佐々木裕二、川崎多津也、宇野京子、中嶋春喜
- 監督：大澤豊
- 原作：大澤豊・山本洋子『アイ・ラヴ・ピース』ひくまの出版 2003年[要出典]
- 撮影監督：岡崎宏三
- 録音：本田孔
- 音響効果：福島幸雄、瀬谷満（福島音響）

## キャスト
- 花岡いづみ - 忍足亜希子
- 久保学 - 林泰文
- 日田英夫 - 宍戸開
- 中沢龍介 - 山本圭
- パリザット - アフィファ
- ロスタム - ベヘゾード
- 安里美佳 - 三船美佳
- 山村絵里 - 佐藤康恵
- 羽鳥誠 - 赤塚真人
- 高橋翔太 - 神田竜弥
- 河島真菜 - 岡崎愛
- 野川幸 - 星由里子（友情出演）
- 中沢紀子 - 酒井和歌子
- 榊原教授 - 田村高廣（特別出演）